# Kääpa (Saare)
Kääpa – wieś w Estonii, w prowincji Jõgeva, w gminie Saare.